# Nhengatu jezik
Nhengatu jezik (obalni tupijski, geral, língua geral, suvremeni tupí, nheengatu, nyengato, nyengatú, ñeegatú, waengatu, yeral; ISO 639-3: yrl), indijanski jezik porodice tupian kojim govori oko 8 000 ljudi na sjeveru Južne Amerike, u Brazilu, Kolumbiji i Venezueli. Nhengatu je suvremeni tupi jezik, trgovački jezik koji se razvio tijekom 17. i 18. stoljeća kao jezik komunikacije između Indijanaca i Portugalaca, a temelji se na tupinambskom [tpn]. 
Prupada skupini pravih tupi jezika, porodica tupi-guarani

## Vanjske poveznice
- Nhengatu (14th)
- Nhengatu(15th)